# To Know Him Is to Love Him
To Know Him Is to Love Him (englisch Ihn zu kennen, ist ihn zu lieben)  ist ein Lied von der Musikgruppe The Teddy Bears aus dem Jahr 1958, das als Single A-Seite Platz 1 der Billboard-Hot-100-Charts in den Vereinigten Staaten erreichte.

## Hintergrund
Nachdem Phil Spector seinen Highschool-Abschluss in Los Angeles erreicht hatte, schrieb er den Song To Know Him Is to Love Him, dessen Titelzeile vom Grabstein seines Vaters stammt. Nach einer Hörprobe bei „ERA Records“ wurde in den Gold Star Studios für 75 US-Dollar eine Schallplatte von der Vokalgruppe The Teddy Bears aufgenommen. Mitglieder der Gruppe waren neben Spector noch Annette Kleinbard und Marshall Leib. Veröffentlicht wurde die Single mit der B-Seite Don't You Worry My Little Pet im August 1958.
Schließlich blieb der Song für dreiundzwanzig Wochen in den amerikanischen Top 100 (davon elf Wochen unter den Top Ten) und stand in der Zeit vom 1. Dezember bis 15. Dezember insgesamt drei Wochen auf Platz 1.
To Know Him Is to Love Him gehörte unter dem veränderten Titel  To Know Her Is to Love Her auch zum Liverepertoire der Beatles, eine Veröffentlichung fand aber nicht zeitnah statt. Paul McCartney sagte 1988 zum Lied: „Das war die erste dreistimmige [Harmonie], die wir je gemacht haben. Das haben wir im Haus meines Vaters in Liverpool gelernt.“
Am 11. Juni 1965 veröffentlichten Peter and Gordon ihre Version des Liedes unter dem Titel To Know You Is to Love You als Single, die Platz 5 der britischen Charts erreichte.
In 1969 erschien von Bobby Vinton eine weitere Version von To Know You Is to Love You als Single, die Platz 34 der US-amerikanischen Charts erreichte.

## Aufnahme der Beatles
Der Manager der Beatles, Brian Epstein, konnte Mike Smith, einen Assistenten in der Abteilung A&R bei Decca Records, überzeugen, am 13. Dezember 1961 ein Konzert der Beatles im Cavern Club zu besuchen. Smith war von dem Auftritt so beeindruckt, dass er für den 1. Januar 1962 um 11 Uhr Probeaufnahmen ansetzte. Die Produktionsleitung der Decca Audition hatte Mike Smith in den Decca Studios, Broadhurst Gardens, London, inne, es gab pro Lied nur einen Take, aufgenommen wurde in Mono. Overdubs wurden nicht produziert und eine Abmischung fand nicht statt. Die Beatles spielten also quasi live – innerhalb einer Stunde nahmen sie 15 Lieder auf. Anfang Februar 1962 wurden die Beatles von Decca überraschenderweise abgelehnt. Am 10. September 1982 wurde in Großbritannien von Audiofidelity Enterprises Ltd. die Schallplatte The Complete Silver Beatles veröffentlicht. Das Album war bis zum Jahr 1988 legal erhältlich.
Die aufgenommene Studioversion von To Know Her Is to Love Her wurde bisher nicht wieder legal veröffentlicht.
Besetzung:
- John Lennon: Rhythmusgitarre, Gesang
- Paul McCartney: Bass, Hintergrundgesang
- George Harrison: Leadgitarre, Hintergrundgesang
- Pete Best: Schlagzeug

- Eine frühe Liveversion von To Know Her Is to Love Her der Beatles erschien im April 1977 auf dem Album Live! at the Star-Club in Hamburg, Germany; 1962. Diese Version wurde im Dezember 1962 aufgenommen.
- Für BBC Radio nahmen die Beatles unter Live-Bedingungen eine weitere Fassung von To Know Her Is to Love Her auf, von denen die Aufnahme vom 16. Juli 1963 im BBC Paris Theatre, London auf dem Album Live at the BBC am 28. November 1994 erschien.[12]
- Am 3. November 1986 wurde das posthume Kompilationsalbum Menlove Ave. von John Lennon veröffentlicht, auf diesem befindet sich eine von Phil Spector produzierte Version von To Know Her Is to Love Her, die im Oktober/November 1973 in Los Angeles aufgenommen wurde.

## Weitere Coverversionen
Folgend eine kleine Auswahl:
- Nancy Sinatra – To Know Him Is to Love Him (EP)[13]
- Cilla Black – It Makes Me Feel Good[14]
- Dolly Parton, Linda Ronstadt und Emmylou Harris – Trio
- Die Flippers – Je t’aime heißt: „Ich liebe dich“[15]
- Amy Winehouse  – Back to Black (Deluxe Edition)[16]